# Viper Island

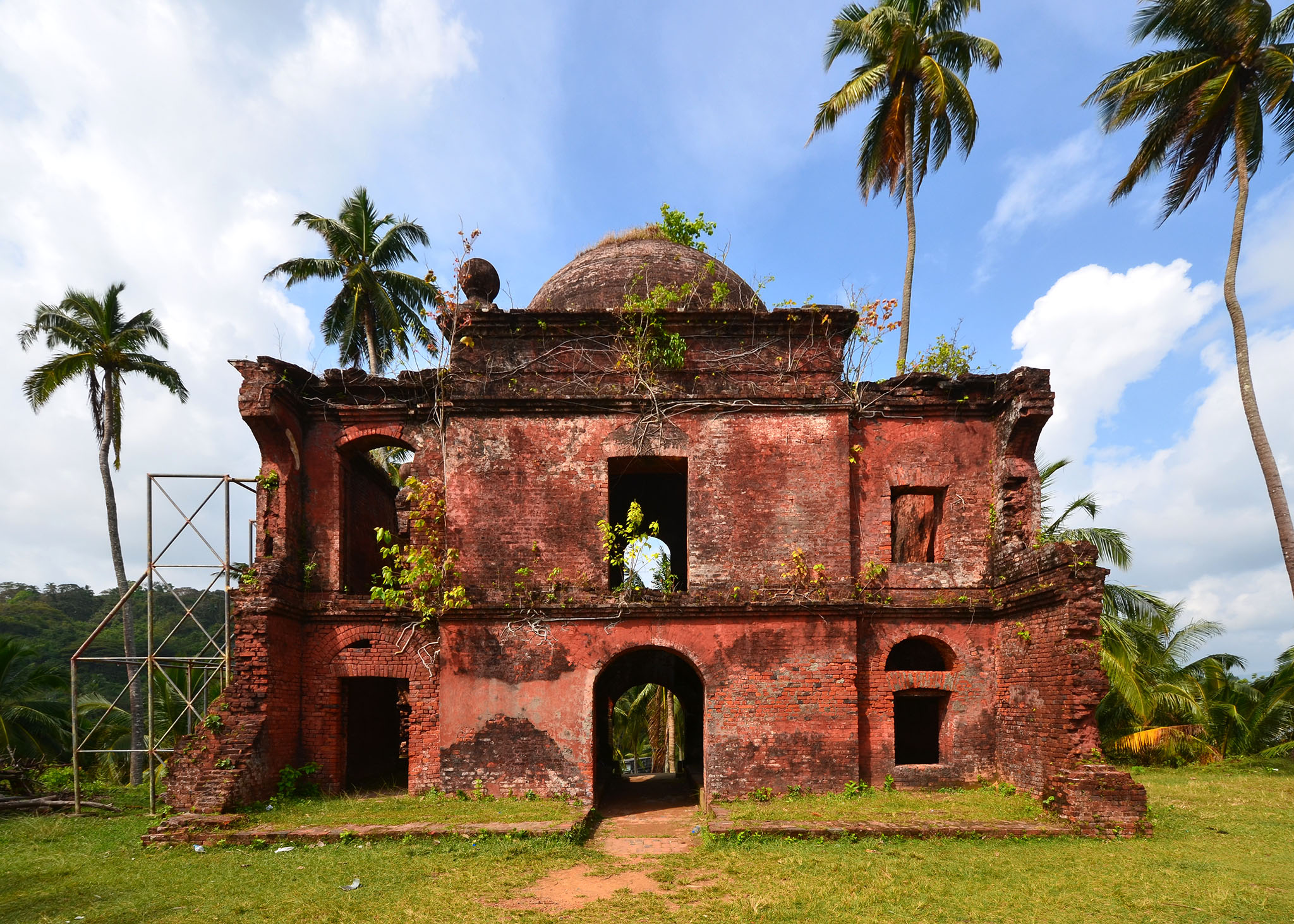
Galgen auf Viper Island

Viper Island ist eine kleine Nebeninsel von South Andaman Island in der Navy Bay bei Port Blair. Das zu den Andamanen gehörige Eiland von etwa 0,5 km² Größe diente früher als Gefängnis für besonders renitente Häftlinge bzw. Freiheitskämpfer aus dem Kaiserreich Indien. Unter anderem wurde hier der Mörder von Richard Bourke, dem sechsten Earl of Mayo, gehängt. Heute kann man noch die Ruinen der Haftanstalt und einen Galgenhügel besichtigen. 
Der Name der Insel stammt von dem britischen Schiff Viper, welches Mitte des 18. Jahrhunderts vor der Küste strandete.  